# 江湖龍虎鬥
《江湖龍虎鬥》（英語：Flaming Brothers）是1987年上映的一部香港電影，由張同祖執導，鄧光榮、周潤發、謝賢、夏文汐、甄妮主演，主要在澳門取景拍攝。

## 劇情內容
阿倫(鄧光榮飾)和阿天(周潤發飾)自小在澳門街頭流浪長大，兩人相依爲命，情比兄弟，立志要闖出一番天地。就在二人終於出人頭地，風生水起的時候，阿倫卻因殺了黑幫老大高老四(謝賢飾)的手下而在泰國遭到追殺。與此同時，阿天在兒時經常玩耍的修女院舊址，遇到了童年的玩伴卡希(夏文汐)飾，兩人互生愛慕，訂下終身。卡希希望阿天在結婚後轉做正行，二人一起離開澳門，去香港生活。就在阿天準備和阿倫告別之時，高老四對阿倫的追殺愈演愈烈。大難當前，兄弟二人最終又會何去何從......

## 演員表
| 演員   | 角色   | 備註                   |
| 周潤發 | 張浩天 |                        |
| 鄧光榮 | 陳偉倫 |                        |
| 夏文汐 | 何卡希 | 天仔女友               |
| 甄妮   | Jenny  | 阿倫女友               |
| 謝賢   | 高老四 |                        |
| 陳欣健 | 陳自強 | 警司，遭高老四槍殺     |
| 伊雷   | 阿雷   | 阿倫、天仔手下         |
| 徐少強 | 徐少爺 | 高老四手下，遭阿倫槍殺 |
| 方野   | 潘伯   | 泰國軍火商             |
| 王劍風 | 大風   | 阿倫、天仔手下         |
| 劉崇峯 | 小峰   | 阿倫、天仔手下         |
| 譚一清 | 蚊叔   | 叔父輩                 |
| 談泉慶 |        |                        |
| 金彪   |        | 叔父輩                 |
| 俞文華 |        | 叔父輩                 |
| 高雄   | 雄哥   | 收保護費之大佬         |
| 巴山   |        | 高老四手下             |
| 麥飛鴻 |        | 高老四手下             |
| 洪新南 |        | 高老四手下             |
| 鄧泰和 |        | 高老四手下             |
| 簡達華 | 羅探長 | 司法部探長             |
| 蘇杏璇 | 盧修女 |                        |
| 駱應鈞 |        | 便利店客人             |
| 張同祖 |        | 阿倫、天仔手下         |
| 秦煌   |        | 未交保護費，臉遭刀畫傷 |
| 張作舟 |        |                        |
| 何偉龍 | 王先生 | 玩具工廠老闆           |
| 西瓜刨 |        | 看劇之老人             |
| 張照   |        | 看劇之老人             |
| 錢似鶯 |        | 看劇之老人             |
| 司徒安 |        | 看劇之老人             |
| 陳立品 |        | 看劇之老人             |
| 唐季禮 |        |                        |
| 黃明昇 |        |                        |
| 吳康寧 |        | 徐少爺手下             |
| 和尚   |        |                        |
| 黃志明 |        |                        |
| 承恩   |        | 雄哥手下               |
| 姚文基 |        | 高老四手下             |
| 蔡國強 |        |                        |
| 沈恒新 |        |                        |
| 鄧超友 |        |                        |
| 陳明偉 |        |                        |
| 秦貴寶 |        | 阿倫、天仔手下         |
| 杜偉和 |        |                        |
| 何子滿 |        |                        |
| 陳景志 |        | 高老四手下             |
| 黃家良 |        | 高老四手下             |
| 王志強 |        |                        |
| 鄭偉正 |        |                        |

## 電影歌曲
| 曲別   | 歌名           | 作曲   | 作詞   | 演唱者 |
| ------ | -------------- | ------ | ------ | ------ |
| 主題曲 | 《我祇是個人》 | 林敏怡 | 潘源良 | 蘇芮   |

## 外部連結
- 開眼電影網上《江湖龍虎鬥》的資料（繁體中文）
- 香港影庫上《江湖龍虎鬥》的資料（繁體中文）
- 时光网上《江湖龍虎鬥》的資料（简体中文）
- 豆瓣电影上《江湖龍虎鬥》的資料 （简体中文）
- 爛番茄上《江湖龍虎鬥》的資料（英文）
- AllMovie上《江湖龍虎鬥》的资料（英文）
- 互联网电影数据库（IMDb）上《江湖龍虎鬥》的资料（英文）